# Internationale des jeunes communistes
Pour les articles homonymes, voir IJC.
L'Internationale des jeunes communistes (IJC) est une organisation internationale de jeunesse affiliée à l’Internationale communiste (Komintern), active de 1919 à 1943.

## Histoire

### L’internationale des jeunes socialistes face à la Première Guerre mondiale
L’IJC tire ses origines de l'Union Internationale des Organisations de Jeunesse Socialiste (UIOJS) fondée en 1907. Basée à Vienne, l’UIOJS était la section de jeunesse de la Deuxième Internationale.

Dirigée par Hendrik de Man au moment de sa fondation, l’UIOJS est ensuite présidée de 1908 à 1925 par Robert Danneberg, un militant autrichien alors proche de l’antimilitarisme radical de Karl Liebknecht. De fait, les idées radicales de Karl Liebknecht vont exercer une influence importante au sein de la jeunesse socialiste européenne.
En 1914, le déclenchement de la Première Guerre mondiale met un terme au travail de l’UIOJS. Le conflit et le soutien apporté par les différents partis socialistes des pays belligérants à leurs gouvernements (Union sacrée) empêchent en effet toute coopération internationale et l’UIOJS cesse d’exister dans les faits.
Les opposants à la guerre basés en Suisse tentent alors d’unifier les jeunes socialistes européens sur des bases nouvelles. Sous l’impulsion de Willi Münzenberg, ils appellent à la tenue d’une conférence internationale antimilitariste des sections de jeunes qui se tient à Berne en avril 1915. Si cette conférence ne suit pas encore les appels de Lénine à la guerre civile révolutionnaire, elle entérine le principe du « socialisme révolutionnaire » et appelle à la recréation du mouvement des jeunes socialistes indépendamment des différents partis socialistes « chauvins ».

La conférence de Berne décide aussi d’une nouvelle publication intitulée Die Jugendinternationale (La Jeune Internationale) et de la mise en place d’un Bureau International de la jeunesse basé à Zurich. Willi Münzenberg est élu à la tête de cette UIOJS reconstitué.

### La formation de l’Internationale des jeunes communistes
En 1918, toutes les organisations de jeunesse socialistes d’Europe – à l’exception des Allemands, Français et Néerlandais – avaient adhéré à l’UIOJS reconstituée.

Bien qu’antimilitariste, l’UIOJS reconstituée est néanmoins partagée sur la manière de mettre fin au conflit. La faction centriste souhaite l'établissement d'un arbitrage contraignant tandis que l’aile gauche, influencée par la révolution russe, appelle à une révolution internationale pour combattre la guerre capitaliste.  Cette division est à mettre en parallèle avec les divergences apparues lors de la Conférence de Zimmerwald entre une majorité pacifiste et une gauche révolutionnaire.
En mars 1919, l'Internationale communiste est créée à Moscou à l’initiative de Lénine. Le 20 novembre 1919, l’UIOJS tient sa première conférence d’après-guerre à Berlin. La conférence se tient clandestinement dans une brasserie (l’interdiction du parti communiste en Allemagne ne sera levée qu’en décembre) et réunie 19 délégués représentant 14 pays.

La décision est prise au cours de ce congrès de renommer l’organisation « Internationale des jeunes communistes » (IJC). Le congrès de Berlin est ainsi de fait le dernier de l’UIOJS et le premier de l’IJC.
Il est décidé que l’IJC aurait son siège à Berlin et un programme politique est adopté. Un comité exécutif de cinq membres est aussi mis en place. Il est constitué de Leo Flieg (Allemagne), Willi Münzenberg (Allemagne), Luigi Polano (Italie), Oskar Samuelson (Suède) et Lazar Sackin (Russie). Willi Münzenberg prend la direction de cette nouvelle organisation.

### La question du contrôle du parti

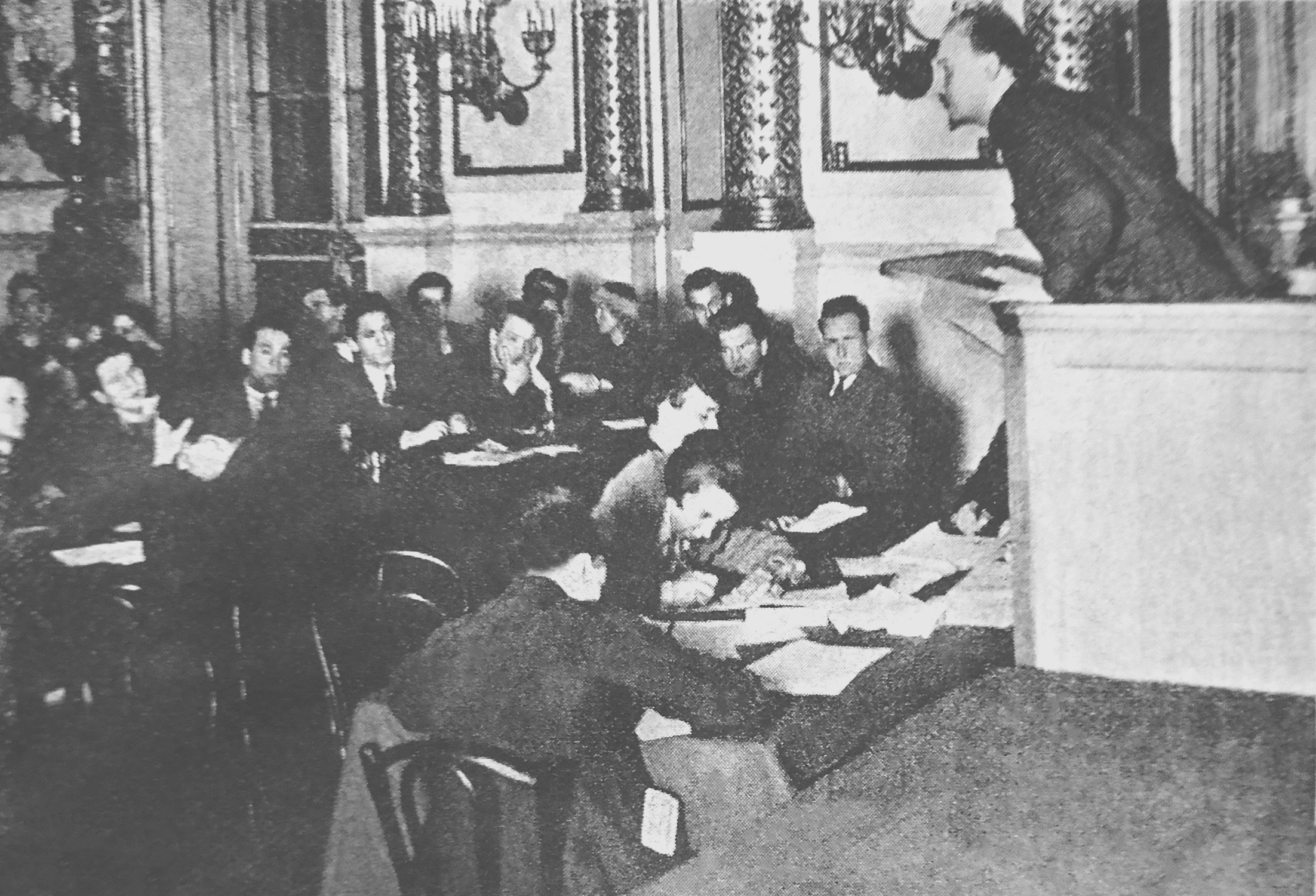
Nikolaï Boukharine à la tribune du congrès de 1925 à Moscou.

Les premières années de l’IJC sont marquées par la question des relations entre les mouvements de jeunesse et les partis communistes qui apparaissent dans chaque pays.
Lors du Congrès fondateur, Lazar Sackin, le délégué russe, défend l’idée que les mouvements de jeunesse doivent être placés sous la direction et le contrôle direct des partis. Cette conception est combattue par les délégués d’Europe occidentale qui conçoivent les organisations de jeunesse comme des mouvements indépendants ayant un rôle d’avant-garde. 

Le compromis trouvé lors de ce Congrès affirme que l’IJC n’est pas une organisation « sœur » du Komintern mais constitue une « partie » de celui-ci. Les organisations de jeunesse membres de l’IJC doivent soit suivre le programme du parti membre de l’Internationale communiste dans leur pays soit suivre directement le programme de l’Internationale communiste.
Malgré cette décision, l’IJC reste divisée entre les tenants d’une ligne indépendante (menés par les Allemands) et les partisans d’un contrôle étroit du mouvement de jeunesse par le Komintern (menés par les pro-russes).
Ces divisions culminent en 1921 lors de l’organisation du Deuxième Congrès de l’IJC. Les partisans d’un contrôle des partis sur les mouvements de jeunesse proposent que ce Congrès se tienne durant l’été à Moscou en parallèle avec le Troisième Congrès du Kominterm. Zinoviev, président du comité exécutif du Komintern, appuie cette proposition. Néanmoins, le comité exécutif de l’IJC, dans lequel les tenants d’une ligne indépendante sont majoritaires, choisit d’organiser le Congrès à Iéna en avril. La délégation russe annonce alors son refus de participer au Congrès. 

Quatre jours après sa convocation, le lieu du Congrès doit être transféré en urgence à Berlin pour des raisons de sécurité. La session est ensuite brusquement interrompue à cause des injonctions du Comité exécutif du Komintern. 

Après cette interruption, le Deuxième Congrès de l’IJC est réorganisé à Moscou au mois de juin, en parallèle avec le Troisième Congrès du Komintern comme le souhaitaient les pro-russes. Ce retour à Moscou marque la défaite définitive des tenants d’une ligne indépendante des partis. Le Deuxième Congrès de l’IJC et le Troisième Congrès du Komintern actent la subordination des mouvements de jeunesse aux partis.

Le siège de l’IJC est transféré à Moscou et tous les Congrès de l’IJC qui seront organisés par la suite (1922, 1924, 1928 et 1935) se dérouleront tous à Moscou.

### Dissolution
En 1943, l’IJC est dissoute, en même temps que le Komintern, par Staline qui souhaitait ainsi détendre ses relations avec les alliés.
En 1945 est mise en place la Fédération mondiale de la jeunesse démocratique (FMJD) à laquelle adhèrent les mouvements de jeunesse communistes. La FMJD prend de facto le relais de l'IJC.

### Sections nationales de l'IJC
- Allemagne - Ligue des jeunes communistes d'Allemagne
- Canada - Ligue de la jeunesse communiste du Canada
- Chili - Jeunesses communistes du Chili
- Chine - Ligue de la jeunesse communiste chinoise
- Cuba - Ligue de la jeunesse communiste de Cuba (1929)
- Estonie - Ligue de la jeunesse communiste d'Estonie
- États-Unis - Ligue des jeunes communistes des États-Unis
- Finlande - Ligue de la jeunesse communiste de Finlande
- Iran - Ligue de la jeunesse communiste d'Iran
- Islande - Ligue de la jeunesse communiste d'Islande
- Norvège - Ligue de la jeunesse communiste de Norvège
- Pologne - Ligue de la jeunesse communiste de Pologne
- Roumanie - Ligue de la jeunesse communiste de Roumanie
- Suède - Ligue de la jeunesse communiste de Suède
- Grande-Bretagne - Ligue de la jeunesse communiste de Grande-Bretagne
- Ukraine occidentale - Ligue de la jeunesse communiste d'Ukraine occidentale
- Union soviétique - Union des jeunesses léninistes communistes (Komsomol)
- Yougoslavie - Ligue de la jeunesse communiste de Yugoslavie